# Michał Drewicz
Michał Drewicz (ur. 22 marca 1892 w Skarszewie, zm. 5 kwietnia 1940 w Kalininie) – posterunkowy Policji Państwowej, więzień Ostaszkowa, zamordowany w Twerze (wówczas Kalinin).

## Życiorys
W 1919 wstąpił do Policji Państwowej. W latach 1925–1935 pełnił służbę jako posterunkowy w Kaliszu. Następnie w latach 1935–1939 służył jako posterunkowy w Koźminku, a następnie w Blizanowie. Odznaczony dwoma medalami.
Po 17 września 1939 został wzięty do niewoli sowieckiej i osadzony w obozie polskich jeńców wojennych w Ostaszkowie. Według ustaleń Rady Ochrony Pamięci i Walk i Męczeństwa został umieszczony na jednej z pierwszych list transportowych opatrzonych datą 1 kwietnia 1940. Rano 5 kwietnia razem z innymi jeńcami został przewieziony pociągiem do Kalinina, gdzie jeszcze tego samego dnia został rozstrzelany. Jego zwłoki zostały przewiezione do masowego grobu w Miednoje i tam pochowane.
Mianowany pośmiertnie do stopnia aspiranta. Awans został ogłoszony w dniu 9 listopada 2007, w Warszawie, w trakcie uroczystości „Katyń Pamiętamy – Uczcijmy Pamięć Bohaterów”.

## Odznaczenia
- Krzyż Kampanii Wrześniowej 1939 r. - 1 stycznia 1986 (pośmiertnie, nadanie zbiorowe)[5]